# Asuka Kirara
Asuka Kirara (明日花 キララ 2 tháng 10 năm 1988 –) là một tarento, người mẫu và cựu nữ diễn viên khiêu dâm người Nhật Bản.
- Trong hồ sơ tại thời điểm cô hoạt động với tư cách nữ diễn viên khiêu dâm, cô đến từ Tokyo.[1][5] Cô thuộc về công ti Kiratis.

## Sự nghiệp

### Thời kì nữ diễn viên khiêu dâm
21/12/2007, cô ra mắt ngành phim khiêu dâm với phim "Bộ ngực thần thánh Asuka Kirara" (明日花キララ ミラクル美乳) (h.m.p).
25/3/2009, cô nhận giải Nữ diễn viên và giải HD tại Giải thưởng truyền hình phim khiêu dâm Sky PerfecTV! 2009 của SKY PerfecTV!. Tháng 9 cùng năm, cô rời h.m.p và chuyển sang hãng Prestige vào tháng 10.
Tháng 7/2012, cô đã tham gia đóng phim chiếu rạp "Iron Girl".
Tháng 4/2013, cô rời Prestige, và vào tháng 6 cùng năm cô đã thông báo trên trang blog rằng cô sẽ chuyển sang hãng S1.
17/1/2015, cô đã tham gia đóng phim chiếu rạp "Iron Girl ULTIMATE WEAPON". Ngày 6/1 cùng năm, cô được chọn làm nữ diên viên đại diện cho sản phẩm thực phẩm sức khỏe "Mac Emperor" của công ti Thực phẩm chức năng Nhật Bản. Ngày 24/9, cô tham gia Ebisu★Muscats. Ngày 21/12, cô được thông báo sẽ trở thành trưởng nhóm Ebisu★Muscats thế hệ thứ 4 tại Ebisu★Muscats 1st LIVE "Tokyo Sexy Dynamite 2015〜Hatsukoi (mối tình đầu)〜".
13/1/2016, video âm nhạc của bài hát đơn đầu tiên của cô "Em yêu anh" (Aishiteruyo/愛してるよ) được phát hành trên dTV và UULA. Vào ngày 14 sau đó, cô xếp thứ 1 trong bảng xếp hạng UULA hàng ngày.
17/4/2018, cô tốt nghiệp nhóm Ebisu Muscats 1.5.。
16/2/2019, cô đã tham gia đóng phim chiếu rạp "Iron Girl FINAL WARS". Tháng 6 cùng năm, cô phát hành stylebook của bản thân. Vào ngày 2/10, thẩm mĩ viện "TOKYO ACE CLINIC" của cô được mở cửa.

### Sau khi nghỉ việc nữ diễn viên khiêu dâm
4/2/2020, cô thông báo sẽ nghỉ việc nữ diễn viên khiêu dâm mà cô đã gián đoạn trong vòng 2 năm, và cô sẽ tập trung vào các hoạt động nghệ thuật thay vì phim khiêu dâm.  Cô đã chuyển sang công ti Top Rank Management. Ngày 2/6, cô thông báo rằng cô đã chuyển công ti chủ quản sang Kiratis.
Ngày 11/6, cô thông báo về việc mở kênh YouTube chính thức "KIRALAND〜キラランド〜". Vào ngày 12 sau đó, cô đăng tải video kỉ niệm việc mở kênh lần đầu tiên, và số người đăng kí của kênh đã vượt qua mốc 120 nghìn trong ngày đầu đăng tải.
Ngày 2/10, tại cuộc họp báo ra mắt cuốn lịch, cô đã tiết lộ cô đang đeo trang sức có trị giá lên đến 200 triệu yên khi chụp ảnh, ngoài ra cô nói rằng cô cũng kiếm tiền với tư cách là chủ các nhãn hàng quần áo và mĩ phẩm.
5/12/2021, những hoạt động cuối cùng của "Kirara Ginza Project" được tiến hành, và 7 thành viên vượt qua buổi phỏng vấn thông báo sẽ thành lập nhóm "JUST☆WAY".
24/7/2022, cô nói rằng bản thân đã thực hiện phẫu thuật thẩm mĩ trên khuôn mặt trong 15 năm trong chương trình HonmaDekka!?TV của Fuji TV. Đối với các bộ phận đã phẫu thuật, cô nói rằng đó là "mắt, mũi và miệng. Tôi còn thường xuyên phẫu thuật thon gọn mặt". Ngoài ra, cô cũng nói lần đầu rằng các bộ phận trên khuôn mặt cô thay đổi theo từng năm, và cô còn mơ hồ về việc thay đổi vẻ ngoài trước khi phẫu thuật lần đầu.

## Đời tư
- Nickname của cô là "Kī-chan" (きぃちゃん) hoặc "Kī-tan (きいたん).[13]
- Sở thích của cô là trượt ván trên tuyết, trượt tuyết và ăn uống. Các món cô yêu thích là cá ngừ, thịt và cơm, và món cô ghét nhất là kim tâm. Khi được hỏi về bài hát cô yêu thích thất trong một cuộc phỏng vấn, cô đã trả lời là DIRENGREY.
- Cô rất giỏi vẽ tranh minh họa, và đôi khi vẽ chân dung trên giấy màu. Tạp chí Kaze to Rock hàng tháng số tháng 7/2009 đã chỉ đăng tranh minh họa của cô mà không có buổi phỏng vấn hay ảnh áo tắm đi kèm.
- Kĩ năng đặc biệt của cô là thực hiện tư thế cây cầu (bridge). Nói chung, cơ thể của cô mềm dẻo và các khớp ngón tay bẻ cong rất tốt. Một đặc điểm khác của cô là có quầng vú nhỏ.
- Cô có một mối quan hệ tốt với Hoshi Angel, nữ diễn viên ra mắt với hãng h.m.p. Mặc dù họ chưa từng diễn chung trong phim khiêu dâm nào, Hoshi đã xuất hiện với tư cách là khách mời trong sách ảnh "AKARUI KIRARA", và cũng đã đóng chung với cô trong chương trình "Chuyến du lịch suối nước nóng" (湯女紀行).
- Cô có 1 người em trai.
- Cô có nuôi hai con chó tên là Clio và Potofu. Potofu thuộc về giống chó poodle Royal Teacup có giá 3,6 triệu yên.[25]
- Mặc dù cô là trưởng nhóm Ebisu Muscats, cô cũng giữ các vị trí nhân vật phụ và thường bị nói xấu bởi các thành viên khác (đặc biệt là Kawakami Nanami) tại Muscat Night. Ngoài ra, vì mâu thuẫn với cô, một mục (Kirara và Tame cãi nhau/キララとタメ口鬼ごっこ) đã được lập ra trong cùng chương trình trong đó các thành viên khác phàn nàn về cô. Nickname của cô là "Trưởng nhóm Ponkotsu thế hệ thứ tư".
- Khi được hỏi rằng khuôn mặt của cô đã thay đổi gì so với 5 năm trước, cô đã trả lời "thay đổi nhanh chóng".[26]
- "100 triệu yên" là số tiền cô nói rằng sẽ sẵn sàng tiêu ngay lập tức.[27]
- Năm 2018, cô xếp thứ nhất trong "Bảng xếp hạng khuôn mặt làm bạn muốn phẫu thuật thẩm mĩ nhất" của S Cawaii!, vượt qua các nữ minh tinh khác như các nữ diễn viên trẻ và người mẫu.[28] Độ nổi tiếng của cô đã vượt ra ngoài thể loại nội dung khiêu dâm.[28]
- Tháng 6/2019, cô ra mắt style book của bản thân và được nhiều phụ nữ tầm 20 tuổi đón nhận, bản giới hạn đã được bán hết ngay lập tức, và các bản thường đã được in thêm trong vòng 1 tháng sau đó.[28]
- Như đã đề cập ở trên, cô cũng nổi tiếng trong giới phụ nữ. Trong số các nữ diễn viên trẻ tuổi, có nhiều người ngưỡng mộ cô nên đã trở thành nữ diễn viên khiêu dâm hoặc nói rằng cô là nữ diễn viên khiêu dâm đầu tiên họ thấy.
- 7/5/2020, khi cô xuất hiện trong một video trên YouTube đăng tải bởi Hikaru, cô đã ám chỉ rằng cô đến từ Hokkaidō trong một cuộc trò chuyện với Hikaru.[3]